# Боконбаєв Джоомарт
Джоома́рт Боконба́єв — (16 травня 1910 — 1 липня 1944) — киргизький письменник. Член комуністичної партії з 1934. Народився в селі Мазар-Сай (сучасний Токтогульський район Джалал-Абадської області). Почав друкуватись 1927. 
Тема дружби українського та киргизького народів відображена в нарисі «В долинах України» та у вірші «Червоний стяг».
Поема Боконбаєва «На могилі Тараса» присвячена Тарасові Шевченку.
Іменем поета названо районний центр Тонського району в Іссик-Кульській області.

## Твори
- Кирг. мовою — Чьігармалар. В 3 т. Фрунзе, 1950—54;
- Укр. перекл.-В кн.: Радянська література народів СРСР. К., 1952;
- Рос. перекл.—Комуз. М., 1947; Избранное. Фрунзе, 1958.